# آر. اچ. تاونی
ریچارد هنری تاونی (انگلیسی: R. H. Tawney; ۳۰ نوامبر ۱۸۸۰ – ۱۶ ژانویهٔ ۱۹۶۲) تاریخ‌نگار، و اقتصاددان اهل بریتانیا بود.